# Valkerpyy
Valkerpyy eller Valkerpyynjärvi är en sjö i Lojo stad i Finland.   Den ligger i landskapet Nyland, i den södra delen av landet, 60 km väster om huvudstaden Helsingfors. Valkerpyy ligger 42,5 meter över havet. Arean är 3,9 kvadratkilometer och strandlinjen är 15,48 kilometer lång. Sjön  ingår i Karisåns huvudavrinningsområde.   I omgivningarna runt Valkerpyy växer i huvudsak blandskog.
I övrigt finns följande i Valkerpyy:
- Takasaari (en ö)
- Etusaari (en ö)